# هرمود مهرخویی
هرمود مهرخویی یا هرمود عباسی، روستایی در دهستان حومه بخش مرکزی شهرستان لارستان در استان فارس ایران است. این روستا، مرکز دهستان حومه است.

## جمعیت
بر پایه سرشماری عمومی نفوس و مسکن در سال ۱۳۹۵، جمعیت این روستا برابر با ۱٬۵۹۷ نفر (۴۴۰ خانوار) بوده است.